# فلوريان بيريشا
فلوريان بيريشا هو لاعب كرة قدم سويسري في مركز الوسط، ولد في 18 يناير 1990 في سويسرا. شارك مع منتخب سويسرا تحت 16 سنة لكرة القدم ‏ ومنتخب سويسرا تحت 17 سنة لكرة القدم ومنتخب سويسرا تحت 19 سنة لكرة القدم ومنتخب سويسرا تحت 20 سنة لكرة القدم. أما مع النوادي، فقد لعب مع لو مون لوزان ونادي آراو ونادي سيرفيت ونادي سيون ونادي شافهاوزن ونادي كياسو ونادي نوشاتل زاماكس.

## وصلات خارجية
- فلوريان بيريشا على موقع قاعدة بيانات كرة القدم.إي يو (الإنجليزية)
- فلوريان بيريشا على موقع Soccerway.com (الإنجليزية)